# Rondibilis saperdina
Rondibilis saperdina là một loài bọ cánh cứng trong họ Cerambycidae.